# Magdalena Höfner
Magdalena Höfner (* 20. Juli 1988 in Freiburg im Breisgau) ist eine deutsche Schauspielerin und Synchronsprecherin.

## Leben
Magdalena Höfner wuchs in Baden-Baden auf. Nach dem Abitur und einem Auslandsaufenthalt in Mexiko erhielt sie ab 2008 eine Schauspielausbildung an der Schauspielschule Mainz, die sie 2011 abschloss. Während der Ausbildung spielte sie 2010 am ETA Hoffmann Theater in Bamberg. 2017 besuchte sie einen Filmschauspiel-Workshop bei Tim Garde, 2018 absolvierte sie einen Mikrofon- und Synchronsprechkurs bei Katharina Koschny.

### Theater
Von 2011 bis 2014 war sie festes Ensemblemitglied am Staatstheater Wiesbaden, wo sie unter anderem als Irina in Drei Schwestern, als Vicky in der Komödie Der nackte Wahnsinn, als Alkmene in Amphitryon, als Mary Warren in Hexenjagd in der Regie von Konstanze Lauterbach sowie in Inszenierungen von Manfred Beilharz in Die Wildente als Hedwig und als Hermia im Sommernachtstraum auf der Bühne stand.
Anschließend war sie bis 2018 am Staatstheater Oldenburg engagiert, wo sie beispielsweise in den Titelrollen Emilia Galotti, Antigone und Odysseus sowie als Julie in Liliom in der Inszenierung von Alexander Simon, als Lotte in Die Leiden des jungen Werthers in der Regie von Karsten Dahlem sowie als Stepan in Die Gerechten zu erleben war.

### Film und Fernsehen
Im Fernsehen hatte Höfner ab 2015 unter anderem Episodenrollen in Serien wie Der Staatsanwalt, Morden im Norden, SOKO Stuttgart, Nachtschwestern und SOKO Wismar. In der Folge Doppelkopf der ZDF-Fernsehreihe Stralsund spielte sie 2019 die Rolle der Susanne Richter. In dem im Oktober 2021 in der ZDF-Mediathek veröffentlichten Fernsehfilm Hochzeitsfieber aus der Reihe Inga Lindström mit Jonas Minthe übernahm sie als Lena die weibliche Hauptrolle.
Als Synchronsprecherin synchronisierte sie Schauspielerinnen wie Shira Haas in der preisgekrönten Miniserie Unorthodox oder der Serie Bodies, Emma Corrin in Deadpool & Wolverine oder der Serie Murder at the End of The World, Daisy Edgar-Jones in Twisters und Gentleman Jack und Rosa Salazar in Alita: Battle Angel sowie Kristine Frøseth in Eine wie Alaska und The Buccaneers und sprach u. a. in Serien wie Shadow and Bone – Legenden der Grisha und The Umbrella Academy. Im Hollywood-Blockbuster Avatar: The Way of Water sprach sie die Rolle der Tsireya für Bailey Bass.
Neben ihrer Tätigkeit als Schauspielerin und Sprecherin ist sie als Fotografin tätig.

## Filmografie (Auswahl)

### Als Schauspielerin
- 2015: Der Staatsanwalt – Vom Tod gezeichnet, Tödlicher Ehrgeiz (Fernsehserie)
- 2016: Strawberry Bubblegums
- 2018: Morden im Norden – Schwere Zeiten (Fernsehserie)
- 2019: Stralsund – Doppelkopf (Fernsehreihe)
- 2019: SOKO Stuttgart – Abi-Krieg (Fernsehserie)
- 2019: Nachtschwestern – Gerechtigkeit (Fernsehserie)
- 2019: SOKO Wismar – Über die Planke (Fernsehserie)
- 2020: SOKO Köln – Angst (Fernsehserie)
- 2021: Der Bergdoktor – Tausendundein Tag (Fernsehserie)
- 2021: Inga Lindström: Hochzeitsfieber (Fernsehreihe)
- 2022: In aller Freundschaft – Die jungen Ärzte – Liebesleiden, Glückskind (Fernsehserie)
- 2023: Ostfriesenfeuer (Fernsehreihe)
- 2023: Bettys Diagnose – Liebeskummer lohnt sich nicht (Fernsehserie)
- 2025: München Mord: Nix für Angsthasen (Fernsehreihe)

### Als Synchronsprecherin
- 2018: Maria Stuart, Königin von Schottland – Eileen O’Higgins als Mary Beaton
- 2018: Der verlorene Sohn – Madelyn Cline als Chloe
- 2018: Hi Score Girl – Shizuka Itō als Moemi Gouda
- 2018: Chaos im Netz – Pamela Ribon als Schneewittchen
- 2019: Alita: Battle Angel – Rosa Salazar als Alita
- 2019: Polaroid – Priscilla Quintana als Mina
- 2019: GO! Sei du selbst – Antonella Carabelli als Olivia Andrade
- 2019: Alles außer gewöhnlich – Lyna Khoudri als Ludivine
- 2019: Little Women – Eliza Scanlen als Beth March
- 2019: Gentleman Jack – Daisy Edgar-Jones als Delia Rawson
- 2019: Angel Falls: Eine Bilderbuch-Weihnacht – Jen Lilley als Hannah Pressman
- 2020: Unorthodox (Miniserie) – Shira Haas als Esther Shapiro
- 2020: Onward: Keine halben Sachen – Ali Wong als Officer Gore
- 2020: Noch nie in meinem Leben … – Lee Rodriguez als Fabiola Torres
- 2020: Ratched – Annie Starke als Lily Cartwright
- 2020: Der Babysitter-Club – Shay Rudolph als Stacey McGill
- 2020: Das Damengambit – Dolores Carbonari als Margaret
- 2020: Liebe in Zeiten von Corona – Ava Bellows als Sophie
- Seit 2021: Miraculous – Geschichten von Ladybug und Cat Noir – Deneen Melody als Zoé Lee
- 2020–2021: Betty – Rachelle Vinberg als Camille
- 2021–2023: Shadow and Bone – Legenden der Grisha – Jessie Mei Li als Alina Starkov
- 2021: Navy CIS – Sarah Grace White als Samantha Watkins
- 2021: The Nevers – Viola Prettejohn als Myrtle Haplisch
- 2021: Wo in Paris die Sonne aufgeht – Lucie Zhang als Émilie Wong
- 2021–2024: Der Geist und Molly McGee – Ashly Burch als Molly McGee
- 2022–2024: Heartstopper – Rhea Norwood als Imogen Heany
- 2022: The Gilded Age – Louisa Jacobson als Marian Brook
- 2022: She-Hulk: Die Anwältin – Ginger Gonzaga als Nikki Ramos
- 2022: Avatar: The Way of Water – Bailey Bass als Tsireya
- 2022: Die Rumba-Therapie – Louna Espinosa als Maria Rodriguez
- 2023: The Portable Door – Sophie Wilde als Sophie Pettingel
- 2023: The Big Door Prize – Djouliet Amara als Trina
- 2023: Tiny Beautiful Things – Sarah Pidgeon als Clare Pierce (Jugend)
- seit 2023: Ninjago: Aufstieg der Drachen – Kazumi Evans als Wyldfyre
- seit 2023: Die Fußballbande – als Kim[11]
- seit 2023: The Buccaneers – Kristine Froseth als Nan St. George
- 2023: Painkiller – West Duchovny als Shannon Schaeffer
- 2023: The Walking Dead: Daryl Dixon – Clémence Poésy als Isabelle Carrière
- 2023: Which Brings Me to You – Lucy Hale als Jane
- 2024: Hauptsache Sexy – Jenny De Nucci als Lara
- 2024: Twisters – Daisy Edgar-Jones als Kate
- 2024: Deadpool & Wolverine – Emma Corrin als Cassandra Nova
- 2024: Delicious in Dungeon – als Marcille Donato
- 2024: Fight or Flight – Charithra Chandran als Isha Mallik / Ghost
- 2025: The Amateur – Alice Hewkin als Ali Park
- 2025: Ich weiß, was du letzten Sommer getan hast – Sarah Pidgeon als Stevie Ward

## Auszeichnungen und Nominierungen
Crunchyroll Anime Awards 2025
- Nominierung in der Kategorie Bester Synchronsprecher (Deutsch) für Delicious in Dungeon